# Raison et Sentiments (mini-série)
Pour les articles homonymes, voir Raison et Sentiments (homonymie).
Raison et Sentiments (Sense and Sensibility) est une mini-série britannique en trois parties de 60 minutes (totalisant 174 minutes), diffusée les 1er, 6 et 13 janvier 2008 sur BBC One. Cette adaptation du roman Sense and Sensibility de Jane Austen (publié en 1811) est dirigée par John Alexander, produite par Vanessa de Sousa et Anne Pivcevic, sur un scénario d’Andrew Davies.
En France, elle a été diffusée le 6 mars 2009 sur Arte, puis rediffusée le 19 juin 2011 et le 28 juin 2012.

## Synopsis

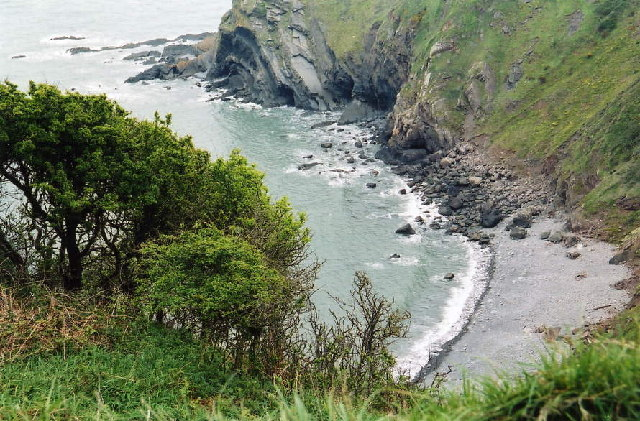
Les environs de Barton Cottage.

À la mort de Mr Henry Dashwood, sa veuve, Mary, et ses trois filles, Elinor, Marianne et Margaret, se retrouvent dans une situation financière très difficile, seul le fils, John, né du premier mariage de feu Mr Dashwood peut hériter et son arrogante épouse Fanny le dissuade d'aider financièrement sa belle-mère et ses trois demi-sœurs . Mrs Dashwood doit quitter Norland, dans le Surrey, le splendide domaine ancestral où viennent donc s'installer en propriétaires Fanny et John Dashwood. Un lointain cousin, Sir John Middleton, qui habite le lointain Devon, lui a proposé une très modeste chaumière sur ses terres : Barton Cottage, et les introduit dans la société locale. Les deux aînées sont condamnées à faire un beau mariage dans les plus brefs délais ou à vivre seules et pauvres. La raisonnable Elinor est amoureuse d'Edward Ferrars, le frère aîné de son odieuse belle-sœur, mais se refuse à croire à cette union ; le séduisant John Willoughby, rencontré de façon si romanesque, et le secret colonel Brandon sont empressés auprès de Marianne. Mais rien n’est vraiment simple. Quelle mystérieuse histoire sépare Willoughby et le colonel ? Quel secret empêche Edward Ferrars d'avouer sa flamme à Elinor ? Les deux sœurs trouveront l'amour après bien des émois et vicissitudes, l'une les vivant avec passion jusqu'à manquer d'en mourir, l'autre les supportant avec stoïcisme.

## Distribution

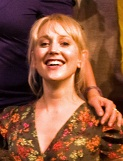
Hattie Morahan (en 2010)

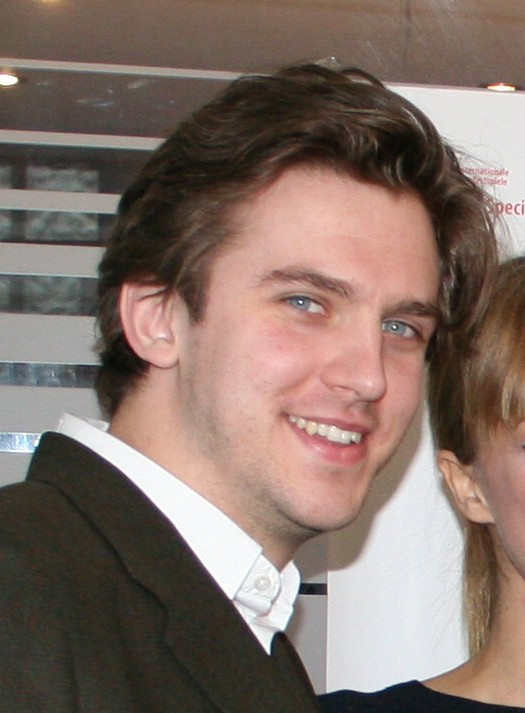
Dan Stevens (en 2009)

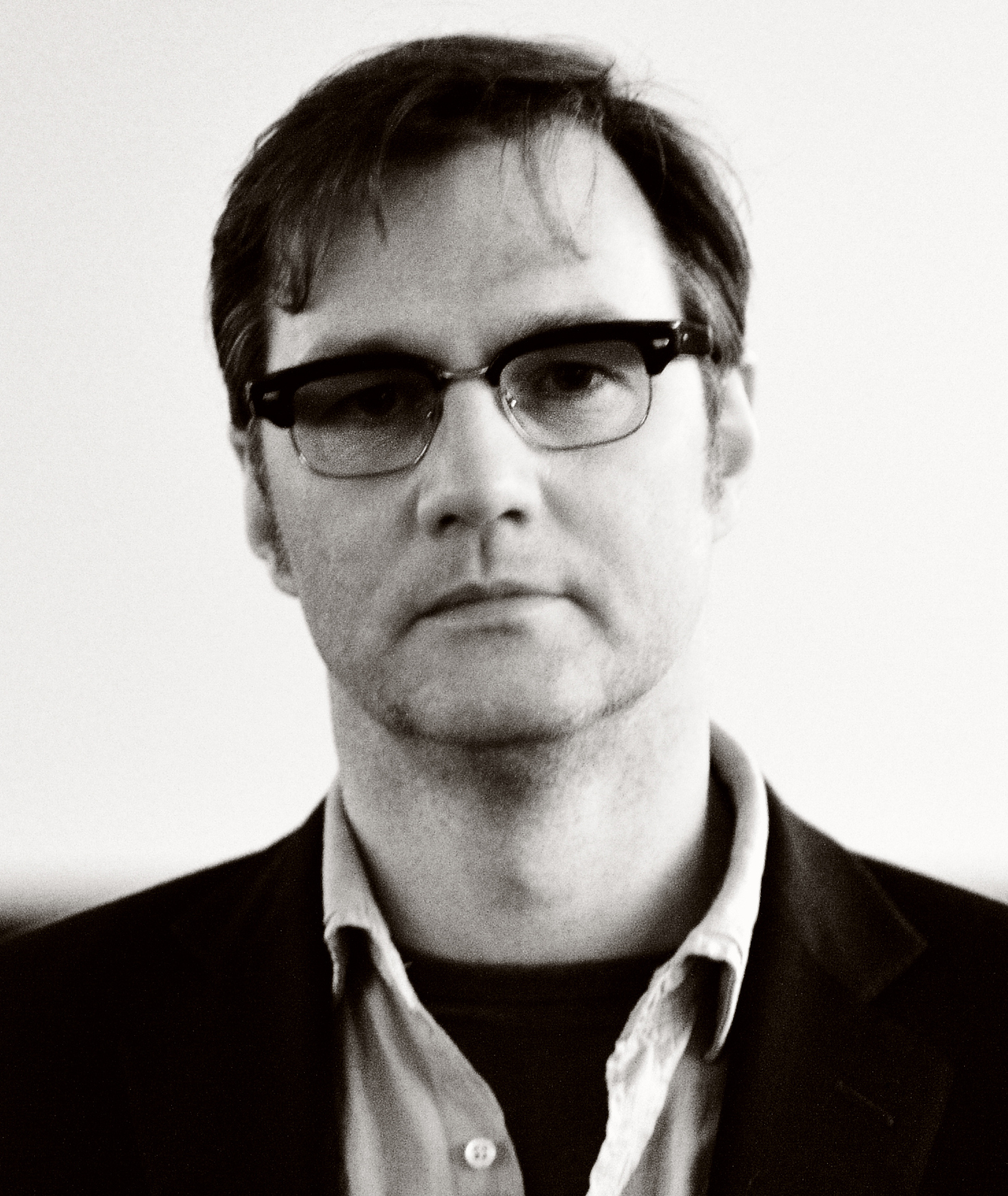
David Morrissey (en 2010)

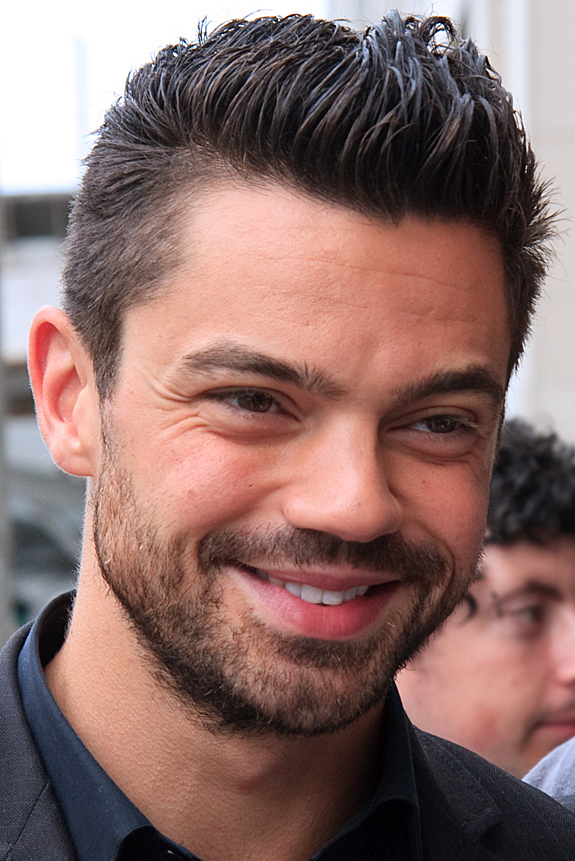
Dominic Cooper (en 2009)

- Hattie Morahan (VF : Dorothée Pousséo) : Elinor Dashwood
- Charity Wakefield (VF : Barbara Probst) : Marianne Dashwood
- Dan Stevens (VF : Damien Ferrette) : Edward Ferrars
- David Morrissey (VF : Bruno Choël) : le colonel Brandon
- Dominic Cooper (VF : Rémi Bichet) : John Willoughby
- Janet McTeer (VF : Caroline Beaune) : Mrs. Mary Dashwood
- Lucy Boynton (VF : Éloïse Brannens) : Margaret Dashwood
- Mark Gatiss (VF : Jean-Louis Faure) : John Dashwood
- Daisy Haggard (en) (VF : Barbara Delsol) : Miss Steele
- Anna Madeley (VF : Élisabeth Ventura) : Lucy Steele
- Linda Bassett (VF : Josiane Pinson) : Mrs. Jennings
- Mark Williams (VF : Gérard Rinaldi) : Sir John Middleton
- Rosanna Lavelle (en) (VF : Annie Sinigalia) : Lady Middleton
- Tim McMullan (VF : Thierry Murzeau) : Mr. Palmer
- Tabitha Wady (en) (VF : Dorothée Jemma) : Charlotte Palmer
- Claire Skinner (en) (VF : Caroline Victoria) : Fanny Dashwood
- Simon Williams : Henry Dashwood
- Jean Marsh (VF : Ève Lorach) : Mrs. Ferrars
- Leo Bill (VF : Vincent de Boüard) : Robert Ferrars
- Caroline Hayes (en) : Eliza
- Roy Holder (en) (VF : Marc Moro) : Thomas
- Morgan Overton : Henry (Harry) enfant

## Fiche technique
- Montage : Roy Sharman
- Musique originale : Martin Phipps
- Costumes : Michele Clapton
- Responsable de la production : James Merifield
- Direction artistique : Paul Ghirardani
- Direction Photo : Sean Bobitt
- Maquillages : Caren Hartley-Thomas

Version française : Nice Fellow
- Adaptation : Patrick Siniavine
- Direction artistique : Sylvie Moreau

## Lieux de tournage

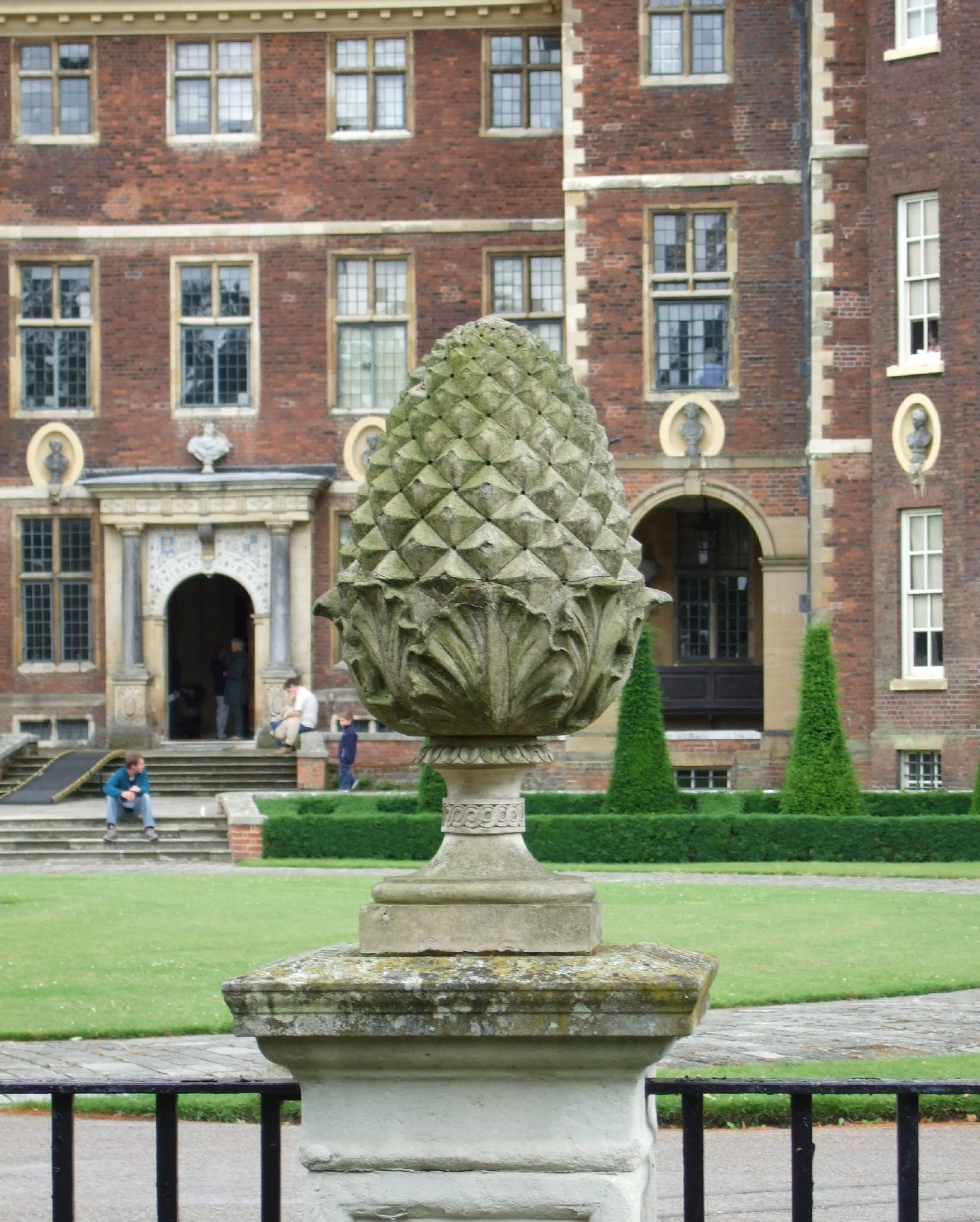
Ham House (Cleveland (extérieurs)

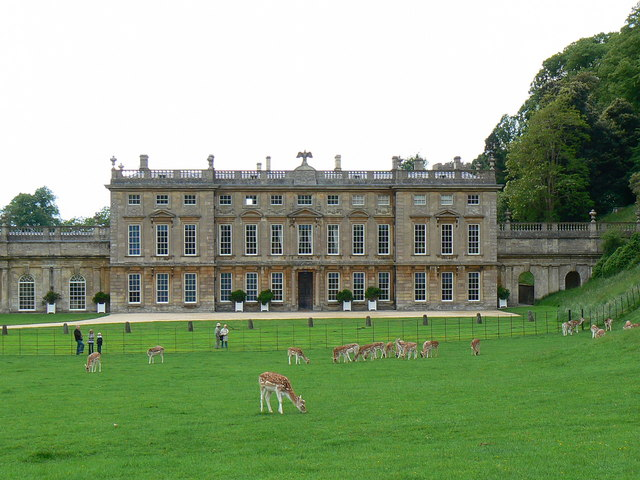
Dyrham Park, les extérieurs d'Allenham

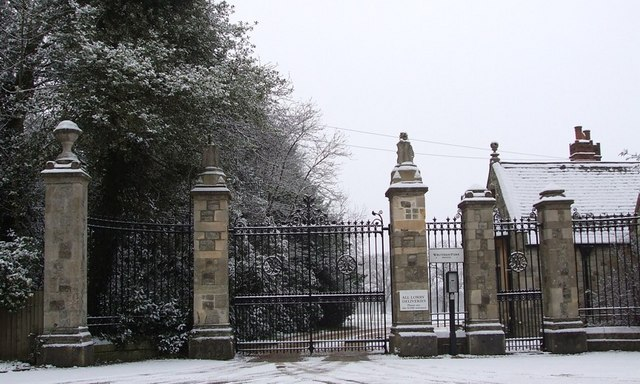
L'entrée de Wrotham Park (Norland)

- Berkshire, Angleterre, Royaume-Uni
- Blackpool Mill Cottage, Domaine de Hartland Abbey, Hartland, Devon, Angleterre, Royaume-Uni : Barton Cottage
- Buckinghamshire, Angleterre, Royaume-Uni
- Clovelly Pier, Clovelly, Devon, Angleterre, Royaume-Uni : le marchand de poissons sur la jetée
- Coastal Footpath, Domaine de Hartland Abbey, Hartland, Devon, Angleterre, Royaume-Uni : Les alentours de Barton Cottage
- Devon, Angleterre, Royaume-Uni
- Dorney Court, Dorney, Buckinghamshire, Angleterre, Royaume-Uni : Salon de Barton Park/Extérieurs de la cure de Delaford
- Dyrham Park, Dyrham, Gloucestershire, Angleterre, Royaume-Uni : Allenham extérieurs et intérieurs
- Hall Barn, Beaconsfield, Buckinghamshire, Angleterre, Royaume-Uni : Delaford
- Ham House, Richmond, Surrey, Angleterre, Royaume-Uni : Extérieurs de Cleveland / Intérieurs de Norland
- Holborn, Londres, Angleterre, Royaume-Uni
- Lincoln's Inn, Holborn, Londres, Angleterre, Royaume-Uni : le colonel Brandon rend visite à Eliza et son bébé
- Loseley Park, Guildford, Surrey, Angleterre, Royaume-Uni : Extérieurs de Barton Park /Bibliothèque de Delaford
- Surrey, Angleterre, Royaume-Uni
- Wrotham Park, Barnet, Hertfordshire, Angleterre, Royaume-Uni : Norland

## Du roman à l'écran
La longueur de l'adaptation permet de garder la majeure partie de l'intrigue et des scènes présentes dans le roman. Cependant le scénariste Andrew Davies a choisi d'ouvrir le premier épisode sur une mystérieuse scène de séduction, puis le départ du cavalier abandonnant la jeune fille, avec la promesse de son retour, avant de montrer, pendant le générique, les derniers instants d'Henry Dashwood et la promesse qu'il arrache à son fils, qui ne sera pas davantage tenue. Si ces scènes sont bien évoquées dans le roman, la première l'est seulement sous forme d'un récit fait tardivement (après l'annonce du mariage de Willoughby) par le colonel Brandon à Elinor. Mais d'autres sont ajoutées, mettant en scène ce qui reste sous-entendu dans le texte écrit. Ainsi, la sensibilité habituellement contenue d'Elinor se dévoile quand elle déverse ses émotions refoulées dans l'acte de battre un tapis, au moment où Edward arrive à Norland, ou la tension que subit Edward s'évacue dans la scène où il fend des bûches à Barton Cottage.
Le personnage du colonel Brandon est particulièrement mis en valeur : sa rivalité avec Willoughby est mise en scène et le duel qui voit la défaite de Willoughby, à peine évoqué à mots couverts dans le roman, est porté à l'écran pendant le générique du troisième épisode. Le fait que Brandon pratique la fauconnerie a une valeur symbolique : le faucon, après s'être enivré d'espace, accepte de redescendre sur le poing de son maître, et Marianne se rend compte que l'homme qui a apprivoisé le faucon est le seul capable de l'aider à quitter les hauteurs éthérées de la poésie pour revenir dans le monde réel et accepter ses contraintes.

## Récompenses
Le réalisateur John Alexander a reçu en 2008 le Magnolia Award du meilleur réalisateur d'un film de télévision au Festival international TV de Shanghai.